# 小倉朗
小倉 朗（おぐら ろう、1916年1月19日 - 1990年8月26日）は、日本の作曲家。本名：小倉晋（すすむ） 、旧姓は小林。

## 人物・来歴

### 生い立ち
鉄道技師小林源松の五男として福岡県門司市（現北九州市門司区）の鉄道官舎に生まれ、生後3ヶ月から東京市京橋区木挽町（現東京都中央区）の銅鉄商小倉家の養子として東京に育つ。6歳からピアノの手ほどきを受け、蓄音機やオルガン、ギター、マンドリンがある家で育つ。母から音楽家になるよう勧められ、声楽家下八川圭祐の紹介で深井史郎に師事する。易に凝っていた母から「朗」の字を贈られる。

### 青年期
1933年、早稲田第一高等学院仏文科にはいるが、下八川圭祐の主宰するコーラスで歌ったり、新交響楽団の打楽器の見習いなどをやり、学校は1学期で中退。1934年、東洋音楽学校に1学期在籍し中退するが、尾崎宗吉を知る。1935年、アテネ・フランセに通い、ピアノを高木東六に習い、深井史郎から菅原明朗を紹介される。1936年、明治大学文芸科に2学期在籍し中退するが、音楽部を通じて音楽仲間が広がる。同年服部正が創設したコンセール・ポピュレール（後の青年日本交響楽団）に、打楽器奏者として参加している。歌曲「遠き笛の叙情」を作曲する。
1937年、日本現代作曲家連盟に加入し、連盟の発表会で初演された「ピアノ・ソナチネ」「ヴァイオリン・ソナタ」などが高く評価される。1938年、草野心平、深井史郎ら詩人と作曲家のポム・クラブに第3回発表会から参加し、歌曲を発表する。1939年、安部幸明、深井史郎、山田和男らと楽団プロメテを結成する。池内友次郎に師事し、フランス近代の和声・対位法、フーガを学ぶ。1940年、ローゼンシュトックに師事し、ベートーヴェンの交響曲の指揮法を学ぶうちに、次第にドイツ古典音楽に傾倒した。交響曲などを書くが、その内容があまりにドイツ古典主義的だったため、“オグラームス”と綽名されたほどであった。
1941年、ドイツ古典の技法を取り入れた「交響組曲イ短調」を作曲し、グルリット指揮中央交響楽団で初演される。1943年、臼井以能子と結婚するが、以能子は結核を発病し1945年3月に亡くなる。1944年、小倉は召集され横須賀海兵団に入隊するが、発熱の末入院し、1945年8月15日に除隊となる。

### 終戦後
1946年、「三好達治の詩による三つの歌」「オーケストラのための主題と変奏曲とフーガ」を作曲。1947年、内田苑子と再婚、「室生犀星、萩原朔太郎の詩による三つの歌」を作曲。このころから柴田南雄、入野義朗、吉田秀和、別宮貞雄、遠山一行らとの交友が始まる。1949年、NHK委嘱で「序曲」作曲、また同年作曲の「交響曲ヘ長調」は翌年NHKの懸賞で2位となる。この頃NHKと契約し、放送音楽を手掛けるようになる。
1951年、西欧の古典一辺倒に行き詰まりを感じ、それまでのほとんどの作品を破棄した。その後はバルトーク・ベーラに傾倒し、日本民謡やわらべうたを題材にした作品を手掛けて新境地を開く。1953年、2台のピアノのための「舞踊組曲」を作曲し、同年管弦楽曲に編曲。1957年、NHK委嘱によるオペラ「寝太」で第12回芸術祭奨励賞受賞、これは木下順二の「三年寝太郎」を元にした作品で、小倉は日本語と音楽について考察を深める。1958年、NHKテレビ「事件記者」のテーマ音楽を担当。
1965年から桐朋学園大学で後進の指導に当たる。1968年、「交響曲ト調」作曲、初演。1970年出版の著書『現代音楽を語る』で、シェーンベルク、ストラヴィンスキー、バルトークほかを語る。1971年、「ヴァイオリン協奏曲」作曲、同年小栗まち絵のヴァイオリン独奏、森正指揮、NHK交響楽団により初演される。1974年、自伝『北風と太陽』刊行。1975年、「オーケストラのためのコンポジション嬰へ調」作曲。1978年4月、芥川也寸志と新交響楽団による「日本の交響作品展2 小倉朗」が2夜にわたって開催される。
1980年、「チェロ協奏曲」を作曲し、同年岩崎洸独奏、秋山和慶指揮、東京交響楽団により初演される。
座光寺公明（1958年 - 1987年）の師。

## 主要作品
破棄されたもの、所在不明の作品は、原則除く。

### オペラ
- 寝太（1957年）[16]

### 管弦楽
- 交響曲ヘ長調（1949年）[10]（破棄）
- 交響組曲イ短調（1941年）[11]
- 管弦楽のための「舞踊組曲」（1953年）[11][21]
- 日本民謡による5楽章（1957年）[11]
- 管弦楽のためのブルレスク（1959年）[11]- 兼田敏による吹奏楽編曲譜がある
- 交響曲ト調（1968年）[11]
- ヴァイオリン協奏曲（1971年）[11]
- 弦楽合奏のためのコンポジション（1972年）[11]
- オーケストラのためのコンポジション嬰ヘ調（1975年）[11]
- チェロ協奏曲（1980年）[22]

### 吹奏楽
- 行進曲（1942年、日本海軍に献納）

### 室内楽・独奏曲
- ピアノ・ソナチネ（1937年）[23]
- 2台のピアノのための「舞踊組曲」（1953年）[10]
- 弦楽四重奏曲　ロ調（1954年）[10]
- 2提のヴァイオリンのためのソナタ（1955年) 破棄[2]
- ヴァイオリンとピアノのためのソナチネ（1960年）[10]
- ピアノのためのコンポジション I （1966年）、 II（1968年）[2]
- 8つの管楽器のためのディヴェルティメント（1972年）[2]
- フルート、ヴァイオリン、ピアノのためのコンポジション（1977年）[2]

### 独唱・重唱曲
- 遠き笛の抒情（1937年）[24][25]
- クラリネット・ホルン・ファゴットの伴奏による二重唱「蛙・秋の夜の話」（1938年）[2]
- 三好達治の詩による三つの歌（1946年）[10]
- 室生犀星、萩原朔太郎の詩による三つの歌（1947年）[10]
- 木下夕爾の詩による八つの歌（1956年）[10]

### 合唱曲
- 東北地方のわらべうたによる九つの無伴奏女声合唱曲（1958年）[2]
- 日向地方の民謡による三つの無伴奏混声合唱曲（1960年）[2]
- 三つの音頭による 無伴奏混声合唱曲（1963年）[2]
- 東北地方の民謡による七つの無伴奏男声合唱曲（1964年）[2]
- 南日本のわらべうたによる 三つの無伴奏混声合唱曲（1967年）[2]
- 佐賀のわらべうたによる七つの無伴奏女声合唱曲（1967年）[2]
- 混声合唱と打楽器のための組曲「イソップ物語」（1967年）[2]
- 無伴奏混声合唱曲「山中節」(1967年) [2]

### 放送音楽
- NHK「事件記者」のテーマ（1958年）[10]
- NHK総合・放送開始テーマ音楽

### 校歌
- 甲府市立石田小学校 作詞伊藤海彦
- 横浜市立金沢高等学校 作詞は大木惇夫[26]
- 福山市立鳳中学校 作詞は木下夕爾

## 著書
- 『現代音楽を語る』（岩波新書、1970年）[18]
- 『北風と太陽 自伝』（新潮社、1974年）[19]
- 『日本の耳』（岩波新書、1977年）[27]
- 『なぜモーツァルトを書かないか』（小学館創造選書、1984年）[28]

## テープ
- 座光寺公明 / 対談 『小倉朗に聞く』（1983年11月6日）日本近代音楽館蔵